# 設置選挙
設置選挙（せっちせんきょ）は、地方公共団体が新たに設置された際に、その地方議会議員及び首長を選出するために行われる選挙。公職選挙法第33条3項の規定により、設置の日から50日以内に行われなければならない。

## 合併特例法との関係
新設合併の際には、本来議員と首長の設置選挙を行わなければならない。ところが議員については、合併特例法第9条に規定されている、いわゆる在任特例を適用して、旧来構成していた市町村の議員をもって設置から2年以内の期間内の範囲で、合併協議で定める期間につき、新市町村の議員とすることができる。この特例を適用した市町村が多数存在しており、なかには議員が数十人から100人を超える議会ができたという例があるが、組織の効率化という合併の目的に反するとして住民から批判を浴びて、直接請求によって解散された議会も存在している。

## 関連事項
- 選挙
- 補欠選挙
- 再選挙
- 増員選挙